# Фердман, Моисей Шахнович
Моисе́й Ша́хнович (Михаи́л Алекса́ндрович) Фе́рдман (1 августа 1936, Бердичев, Киевская область, Украинская ССР, СССР — 29 декабря 2020, Екатеринбург, Россия) — советский и российский тренер по настольному теннису. Подготовил многих известных спортсменов, в том числе чемпионку Европы и мира Татьяну Фердман. Заслуженный тренер РСФСР (1972) и СССР (1991).

## Биография
Родился 1 августа 1936 года в городе Бердичеве Украинской ССР.
Во время Великой Отечественной войны в 1942 году его семья эвакуировалась в Свердловск, где и осталась жить. Уже в возрасте четырнадцати лет увлекался разными видами спорта, играл в футбол и хоккей, состоял в командах при Уральском заводе резиновых технических изделий и при Свердловском мясокомбинате. Тогда же начал серьёзно заниматься настольным теннисом, проходил подготовку под руководством тренера Юрия Михайловича Бородина, который ранее проживал в Китае.
Окончив среднюю общеобразовательную школу, в 1955 году поступил в Свердловский государственный педагогический институт. Уже в институте впервые начал осуществлять тренерскую деятельность, состоял в институтском спортивном клубе и возглавлял секцию по настольному теннису, стал кандидатом в мастера спорта. В 1959 году окончил институт и трудоустроился монтёром связи в строительно-монтажном управлении.
Перешёл на полноценную тренерско-преподавательскую работу в 1965 году, когда стал сотрудником комплексной Детско-юношеской спортивной школы № 1 свердловского городского отдела народного образования. Год спустя отделение настольного тенниса этой школы было преобразовано в отдельную Специализированную детско-юношескую спортивную школу олимпийского резерва, при этом Моисей Фердман занял должность заведующего учебной частью.
За долгие годы тренерской работы подготовил множество спортсменов-разрядников, более десятка мастеров спорта, в их числе победительницы и призёрки национальных первенств Татьяна Раздьяконова, Татьяна Кудрина, Ольга Шабалина. Одна из самых известных его учениц — дочь Татьяна Фердман, чемпионка Европы и мира, заслуженный мастер спорта. За подготовку многих талантливых спортсменов в 1972 стал заслуженным тренером РСФСР. Начиная с 1982 года, работал старшим тренером в спортивной школе областного значения, также в разное время являлся здесь завучем и директором. Занимал должность заведующего по работе со спортивными отделениями в екатеринбургском Дворце молодёжи. За весомый вклад в развитие настольного тенниса в регионе в 1991 году удостоен почётного звания «Заслуженный тренер СССР». В поздние годы работал тренером-преподавателем в детско-юношеской спортивной школе настольного тенниса имени Татьяны Фердман.
Награждён медалью ордена «За заслуги перед Отечеством» II степени. Отличник народного просвещения РСФСР.
Умер 29 декабря 2020 года в Екатеринбурге. Похоронен на Широкореченском кладбище.